# Trần Cẩm Tú
Trần Cẩm Tú (sinh ngày 25 tháng 8 năm 1961) là một nhà lãnh đạo Đảng, Nhà nước và chính trị gia Việt Nam. Ông hiện là Ủy viên Bộ Chính trị, Bí thư Trung ương Đảng Khóa XIII, Thường trực Ban Bí thư Trung ương Đảng Cộng sản Việt Nam khóa XIII, Bí thư Đảng ủy các cơ quan Đảng Trung ương, Phó Trưởng Ban Chỉ đạo Trung ương về phòng, chống tham nhũng, tiêu cực Đảng Cộng sản Việt Nam.
Trần Cẩm Tú là Đảng viên Đảng Cộng sản Việt Nam, học vị Tiến sĩ Nông nghiệp, Cao cấp lý luận chính trị.

## Xuất thân và giáo dục
Trần Cẩm Tú sinh ngày 25 tháng 8 năm 1961, quê quán tại xã Sơn Bằng, huyện Hương Sơn, tỉnh Hà Tĩnh, nước Việt Nam Dân chủ Cộng hòa. Ông sinh ra và lớn lên tại xã Sơn Ninh, huyện Hương Sơn, trong một gia đình nhà giáo, có bố từng làm Trưởng phòng Giáo dục huyện Hương Sơn.
Năm 1979, sau khi tốt nghiệp phổ thông tại Trường Cấp ba Lê Hữu Trác I, Trần Cẩm Tú đi làm công nhân Lâm trường Hương Sơn. Năm 1983, ông theo học tại trường Trường Đại học Lâm nghiệp Việt Nam. Năm 1988, ông tốt nghiệp Kỹ sư Lâm nghiệp và được điều về Lâm trường Hương Sơn, Hà Tĩnh.
Trong quá trình công tác tại Lâm trường Hương Sơn, ông làm nghiên cứu sinh, bảo vệ luận án Tiến sĩ Nông nghiệp với tiêu đề "Nghiên cứu đặc điểm cấu trúc và tăng trưởng rừng tự nhiên phục hồi sau khai thác làm cơ sở đề xuất một số biện pháp xử lý lâm sinh trong điều chế rừng ở Hương Sơn Hà Tĩnh" tại Trường Đại học Lâm nghiệp Việt Nam vào năm 1999.
Ông theo học các khóa tại Học viện Chính trị Quốc gia Hồ Chí Minh, nhận bằng Cao cấp lý luận chính trị.

## Sự nghiệp

### Hoạt động kinh tế-kỹ thuật
Sau khi tốt nghiệp Trường Đại học Lâm nghiệp năm 1988, ông quay về công tác tại Lâm trường Hương Sơn, một doanh nghiệp quốc doanh, phụ trách khai thác lâm sản, sản xuất lâm nghiệp phục vụ hậu cần trong thời chiến và kinh tế nông lâm trong thời bình. Trong quá trình công tác, ông lần lượt trải qua các chức vụ trong doanh nghiệp gồm: trợ lý, phó phòng, trưởng phòng, rồi Giám đốc Công ty Trách nhiệm hữu hạn một thành viên Lâm nghiệp và Dịch vụ Hương Sơn, trước khi hoạt động chính trị.

### Hoạt động chính trị tại Hà Tĩnh
Năm 2004, ông chuyển công tác sang Ủy ban Nhân dân huyện Hương Sơn và được bổ nhiệm làm Chủ tịch Ủy ban Nhân dân huyện Hương Sơn và cùng năm đó, ông được bầu làm Đại biểu Hội đồng nhân dân tỉnh Hà Tĩnh khóa XV, nhiệm kỳ 2004 – 2011; miễn nhiệm ngày 23 tháng 6 năm 2009, chuyển sang nhiệm vụ công tác mới.. Năm 2005, tại Đại hội Đảng bộ huyện Hương Sơn, ông được bầu làm Bí thư Huyện ủy huyện Hương Sơn. Đến cuối năm 2005, tại Đại hội Đảng bộ tỉnh Hà Tĩnh, ông được bầu làm Tỉnh ủy viên tỉnh Hà Tĩnh, trở thành đại biểu của Đảng ủy tỉnh Hà Tĩnh tham gia Đại hội toàn quốc. Từ ngày 18 đến 25 tháng 4 năm 2006 ở Hà Nội, tại Đại hội toàn quốc Đảng Cộng sản Việt Nam lần thứ X, ông được bầu làm Ủy viên dự khuyết Ban Chấp hành Trung ương Đảng Cộng sản Việt Nam khóa X.
Sau kỳ đại hội toàn quốc, trong nhiệm kỳ khóa X, ông được Trung ương bổ nhiệm làm Ủy viên Ban Thường vụ Tỉnh ủy, Chủ nhiệm Ủy ban Kiểm tra Tỉnh ủy Hà Tĩnh, bắt đầu công tác kiểm tra, kỷ luật trong hệ thống Đảng Cộng sản Việt Nam.

### Bí thư tỉnh ủy Thái Bình
Đến tháng 8 năm 2011, ông được Bộ Chính trị điều động, phân công về công tác ở Thái Bình. Ủy viên Bộ Chính trị, Bí thư Trung ương Đảng, Trưởng Ban Tổ chức Trung ương Tô Huy Rứa cùng đại diện Ban Tổ chức Trung ương, Ủy ban Kiểm tra Trung ương đã làm việc với Ban Chấp hành Đảng bộ tỉnh Thái Bình, công bố và trao quyết định của Bộ Chính trị về điều động, phân công ông vào Ban Chấp hành, Ban Thường vụ Tỉnh ủy, giữ chức Bí thư Tỉnh ủy tỉnh Thái Bình, kế nhiệm Nguyễn Hạnh Phúc, được điều về Trung ương giữ chức Chủ nhiệm Văn phòng Quốc hội Việt Nam. Ông bắt đầu sự nghiệp lãnh đạo toàn diện tỉnh Thái Bình trong những năm 2011 – 2015 trong khóa XI.

### Ủy ban Kiểm tra và Ban Bí thư Trung ương
Tháng 1 năm 2009, tại Hội nghị lần thứ chín của Ban Chấp hành Trung ương Đảng khóa X, đưa ra kết luận trung ương, thông qua nghị quyết về việc đẩy mạnh công tác cán bộ Đảng, Nhà nước, Trần Cẩm Tú được bầu bổ sung làm Ủy viên Ủy ban Kiểm tra Trung ương. Tháng 1 năm 2011, tại Đại hội đại biểu toàn quốc lần thứ XI của Đảng Cộng sản Việt Nam, Trần Cẩm Tú được bầu làm Ủy viên Ban Chấp hành Trung ương Đảng Cộng sản Việt Nam khoá XI. Sau đó, ông được bầu làm Phó Chủ nhiệm Ủy ban Kiểm tra Trung ương, phụ trách Vụ Nghiên cứu và phụ trách tuyên truyền.
Tháng 1 năm 2015, tại Hội nghị lần thứ 10 của Ban Chấp hành Trung ương Đảng Cộng sản Việt Nam khóa XI, ông lại được bầu bổ sung vào Ủy ban Kiểm tra Trung ương, sau đó được bầu làm Phó Chủ nhiệm Ủy ban Kiểm tra Trung ương, thôi giữ chức Bí thư Tỉnh ủy Thái Bình, kế nhiệm bởi Phạm Văn Sinh. Vào ngày 26 tháng 1 năm 2016, tại Đại hội đại biểu toàn quốc lần thứ XII của Đảng Cộng sản Việt Nam, ông được bầu làm Ủy viên Ban Chấp hành Trung ương Đảng Cộng sản Việt Nam khóa XII, được bầu làm Phó Chủ nhiệm Ủy ban Kiểm tra Trung ương. Sau đó được phân công làm Phó Chủ nhiệm thường trực Ủy ban Kiểm tra Trung ương., dưới quyền của Ủy viên Bộ Chính trị, Chủ nhiệm Ủy ban Kiểm tra Trung ương, Trần Quốc Vượng.
Ngày 09 tháng 5 năm 2018, tại Hội nghị lần thứ bảy của Ban Chấp hành Trung ương Đảng Cộng sản Việt Nam khóa XII, ông được bầu giữ chức vụ Chủ nhiệm Ủy ban Kiểm tra Trung ương Đảng Cộng sản Việt Nam và bầu bổ sung làm Ủy viên Ban Bí thư Ban Chấp hành Trung ương Đảng Cộng sản Việt Nam khóa XII. Kế nhiệm Trần Quốc Vượng, ông trở thành lãnh đạo của Ủy ban Kiểm tra Trung ương, phụ trách chỉ đạo công tác kiểm tra, giám sát chuyên trách của Trung ương, thực hiện các nhiệm vụ, quyền hạn được quy định trong Điều lệ Đảng; tham mưu, giúp Ban Chấp hành Trung ương, Bộ Chính trị, Ban Bí thư chỉ đạo, hướng dẫn và tổ chức thực hiện nhiệm vụ kiểm tra, giám sát và thi hành kỷ luật trong Đảng, đóng vai trò quan trọng trong việc bảo đảm tính chất và đường lối của Đảng, Nhà nước và đất nước Việt Nam.
Ngày 25 tháng 10 năm 2024, tại Trụ sở Trung ương Đảng, Bộ Chính trị, Ban Bí thư đã tổ chức Lễ trao Quyết định phân công ông Trần Cẩm Tú, Ủy viên Bộ Chính trị, Bí thư Trung ương Đảng, Chủ nhiệm Ủy ban Kiểm tra Trung ương đảm nhiệm chức danh Thường trực Ban Bí thư thay đồng chí Lương Cường, Ủy viên Bộ Chính trị, Thường trực Ban Bí thư đã được Quốc hội bầu giữ chức Chủ tịch nước.

### Bộ Chính trị
Ngày 30 tháng 1 năm 2021, tại phiên bầu cử Đại hội Đảng toàn quốc lần thứ XIII, ông được bầu làm Ủy viên chính thức Ban Chấp hành Trung ương Đảng Cộng sản Việt Nam khoá XIII. Ngày 31, tại phiên họp đầu tiên của Trung ương Đảng khóa XIII, ông được bầu làm Ủy viên Bộ Chính trị Ban Chấp hành Trung ương Đảng Cộng sản Việt Nam khóa XIII, ông được bầu tiếp tục giữ chức Chủ nhiệm Ủy ban Kiểm tra Trung ương khóa XIII.. Ông tiếp tục tham gia Ban Bí thư khóa XIII, sau khi được Bộ Chính trị phân công cùng với một số Ủy viên Bộ Chính trị khác.

### Thường trực Ban Bí thư
Ngày 25 tháng 10 năm 2024, tại Trụ sở Trung ương Đảng, Bộ Chính trị, Ban Bí thư đã tổ chức Lễ trao Quyết định phân công ông Trần Cẩm Tú - Ủy viên Bộ Chính trị, Bí thư Trung ương Đảng, Chủ nhiệm Ủy ban Kiểm tra Trung ương - đảm nhiệm chức danh Thường trực Ban Bí thư.
Ngày 23 tháng 1 năm 2025, Trần Cẩm Tú được cho thôi chức Chủ nhiệm Ủy ban Kiểm tra Trung ương để tập trung cho vị trí Thường trực Ban Bí thư, người kế nhiệm ông là thượng tướng công an Nguyễn Duy Ngọc.